# Формула-1 — Гран-прі Азербайджану
Гран-прі Азербайджану — один з етапів чемпіонату світу з автогонок у класі Формула-1. В перше пройшов на Вуличній трасі Баку в Азербайджані в 2017. Перші перегони в Баку пройшли в 2016 під назвою Гран-прі Європи.

## Історія
Першим Гран-прі Формули-1, який проходив в Азербайджані, був Гран-прі Європи 2016 року, який проходив на трасі міста Баку. Через рік, у 2017 році, на цьому ж місці відбувся перший Гран-прі Азербайджану. Гонка відбулася 25 червня і була однією з п'яти гонок, які проводитимуть на вуличних трасах сезону Формули-1 2017 року, разом із Гран-прі Сінгапуру, Монако, Австралії та Канади. Першим переможцем Гран-прі Азербайджану став Даніель Ріккардо з Red Bull. 
Гран-прі Азербайджану 2018 року відбувся 29 квітня як 4-й раунд сезону, і його виграв Льюїс Гемілтон.
Гран-прі Азербайджану 2019 року відбувся 28 квітня як 4-й етап сезону. У березні 2020 року гонку 2020 було відкладено через пандемію COVID-19, а потім скасовано пізніше цього року. Гран-прі Азербайджану 2021 був 6-м етапом сезону .

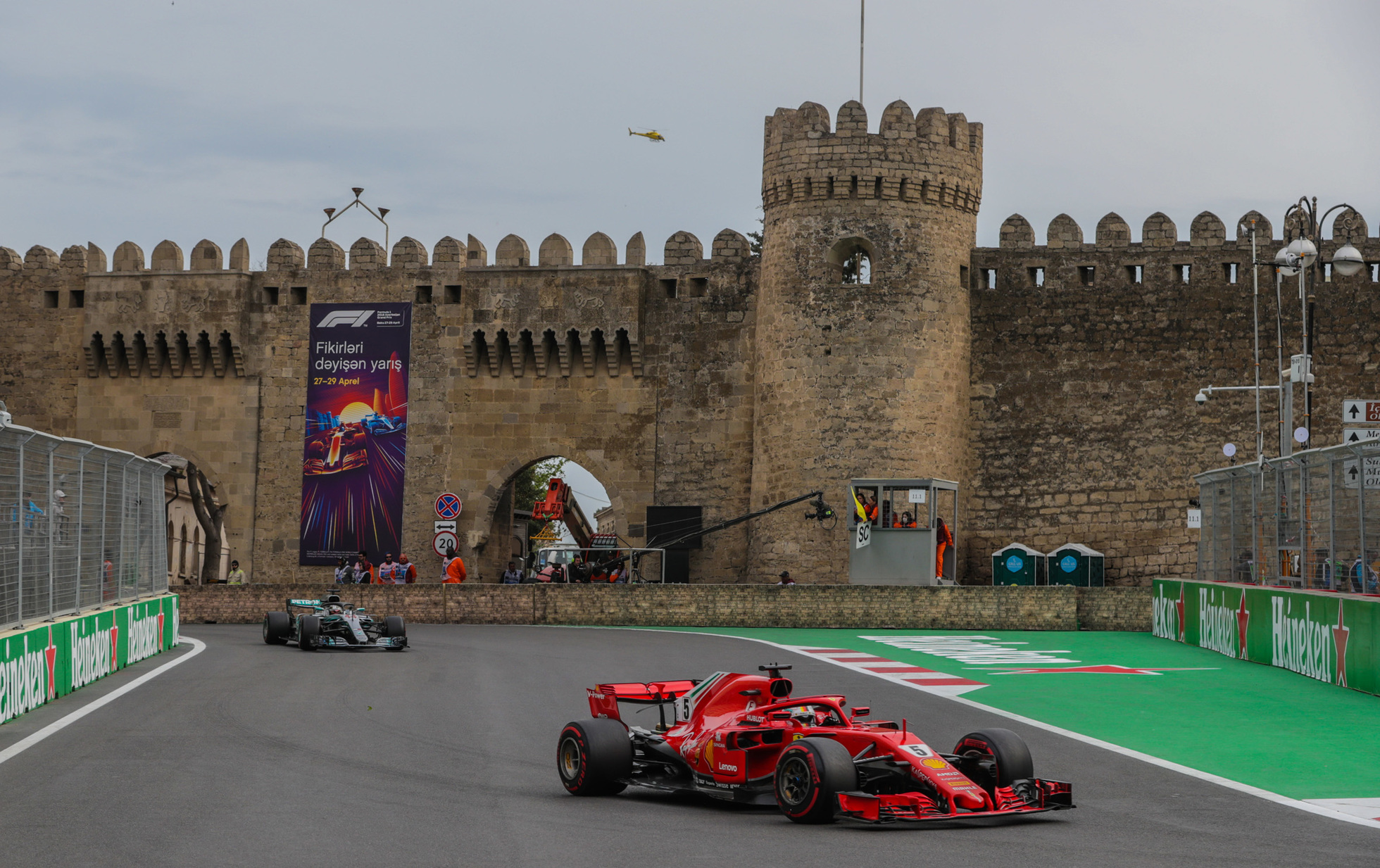
Гран-прі Азербайджану 2018 року та міські стіни Баку позаду

Гран-прі Азербайджану 2022 року відбувся 12 червня і був 8-им етапом сезону. Перемогу здобув Макс Ферстаппен.
Гран-прі Азербайджану 2023 року пройшов 30 квітня і знову став 4-им етапом сезону. Серхіо Перес вдруге на цій трасі отримав перемогу.

## Переможці Гран-прі Азербайджану

### Багаторазові переможці

#### Пілоти
Жирним шрифтом виділені пілоти, які беруть участь в поточному сезоні чемпіонату Формули-1.
| Перемоги | Пілот        | Гран-прі   |
| -------- | ------------ | ---------- |
| 2        | Серхіо Перес | 2021, 2023 |
| Джерела: |              |            |

#### Конструктори
Жирним шрифтом виділені команди, які беруть участь в поточному сезоні чемпіонату Формули-1.
| Кількість перемог | Конструктор     | Рік                    |
| ----------------- | --------------- | ---------------------- |
| 4                 | Red Bull Racing | 2017, 2021, 2022, 2023 |
| 2                 | Mercedes        | 2018, 2019             |
| Джерела:          |                 |                        |

### По роках
| Рік      | Пілот                                  | Конструктор                            | Траса                                  | Звіт                                   |
| -------- | -------------------------------------- | -------------------------------------- | -------------------------------------- | -------------------------------------- |
| 2024     | Оскар Піастрі                          | McLaren-Mercedes                       | Вулична траса Баку                     | Звіт                                   |
| 2023     | Серхіо Перес                           | Red Bull Racing                        | Вулична траса Баку                     | Звіт                                   |
| 2022     | Макс Ферстаппен                        | Red Bull Racing                        | Вулична траса Баку                     | Звіт                                   |
| 2021     | Серхіо Перес                           | Red Bull Racing                        | Вулична траса Баку                     | Звіт                                   |
| 2020     | Не проводилось через пандемію COVID-19 | Не проводилось через пандемію COVID-19 | Не проводилось через пандемію COVID-19 | Не проводилось через пандемію COVID-19 |
| 2019     | Вальттері Боттас                       | Mercedes                               | Вулична траса Баку                     | Звіт                                   |
| 2018     | Льюїс Гамільтон                        | Mercedes                               | Вулична траса Баку                     | Звіт                                   |
| 2017     | Данієль Ріккардо                       | Red Bull Racing                        | Вулична траса Баку                     | Звіт                                   |
| Джерела: |                                        |                                        |                                        |                                        |